# نخر تكساني
نخر تكساني (الاسم العلمي:Tilletia texana) هو نوع من الفطريات يتبع جنس النخر من الفصيلة النخرية.